# Anemone subindivisa
Anemone subindivisa är en ranunkelväxtart som beskrevs av Wen Tsai Wang. Anemone subindivisa ingår i släktet sippor, och familjen ranunkelväxter. Inga underarter finns listade i Catalogue of Life.